# Hokuryū
Hokuryū (北竜町?) è una cittadina giapponese della prefettura di Hokkaidō.